# Windmühle Anna
Die Windmühle Anna ist ein Erdholländer im Ort Nübbel im Kreis Rendsburg-Eckernförde in Schleswig-Holstein. Sie wird seit 1982 als Heimatmuseum genutzt.

## Geschichte
Hinrich Bock errichtete 1859 mit „Cäcilie“, ganz aus Holz und reetgedeckt, die erste Mühle von Nübbel. 1872 übergab er sie an seinen Sohn Johannes Bock, der Gerste aus Königsberg und aus Hamburg holte, da sie in Nübbel und Umgebung knapp war. Um 1900 ließ dieser eine Dampfmaschine in die Mühle einbauen, die den Wind ersetzte. Im Jahre 1904 wurde Cäcilie durch ein Feuer vernichtet. Die Windmühle wurde von 1904 bis 1905 auf den Fundamenten der abgebrannten Vorgängermühle Celilie errichtet. Die Mühle wurde bis zur Demontage der Flügel 1948 mit Wind betrieben, danach bis zur Stilllegung 1973 mit Motorkraft. Ab 1973 wurde die technische Ausstattung der Mühle entfernt. Aufgrund wirtschaftlicher Veränderungen war die Mühle 1976 zum Abbruch bestimmt.
Die Stiftung "Mühle ANNA" sichert den Fortbestand der Mühle Anna durch die Nutzung als Heimatmuseum. Seit 2005 ist die Mühle im Besitz der Stiftung "Mühle ANNA".

## Ausstellung
Im Innen- und Außenbereich zeigt das Heimatmuseum Exponate aus den Bereichen Haus-, Landwirtschaft und Holzschiffbau. Nübbel war bis 1913 ein bedeutender Standort des Holzschiffbaus. Die Ausstellung erstreckt sich über alle 4 Stockwerke der Mühle. Seit 2017 ist die Stiftung "Mühle ANNA" im Besitz des 1982 eröffneten Heimatmuseums. Ziel der Stiftung ist der Erhalt der Mühle sowie der Erhalt des Museums.